# Guy van den Steen de Jehay
Pour les autres membres de la famille, voir Famille van den Steen.
Guy Jacques van den Steen, comte van den Steen de Jehay, né le 24 août 1906 à Paris (VIIIème) et mort le 20 décembre 1999 à Amay (Belgique), est un sculpteur belge et le dernier propriétaire privé du château de Jehay. Skieur de compétition, il représenta aussi la Belgique dans les compétitions internationales.

## Biographie
Guy van den Steen se marie le 13 avril 1940 à Clairefontaine-en-Yvelines avec Marie-Estelle Barker (1919-?) ; ils divorcent le 26 juillet 1948. Il se remarie le 3 août 1948 à Chelsea (SW10) avec Lady Moyra Butler (1920-26 mai 1959).
De retour au château de Jehay en 1950, le couple s'attèle à le réaménager et le remeubler complètement. Le comte poursuivra ce travail au-delà du décès de son épouse, le 26 mai 1959.
Il vend le château en viager à la Province de Liège le 20 juillet 1978.
En 1980, il cède la chapelle de Saives, à la commune de Faimes pour un franc symbolique.
Son fils unique, Gérard, décède à son tour le 15 avril 1985.
Le comte Guy van den Steen a créé de nombreuses œuvres d'art en bronze et en fer forgé qui décorent les jardins du château de Jehay. Il est peut-être aussi le créateur d'une boîte à musique en bois en forme de chalet, autrefois exposée au château.

## Famille
Il est le fils de Werner van den Steen de Jehay (1854-1934).
Il se marie le 13 avril 1940, Clairefontaine-en-Yvelines) Marie-Estelle Barker. Après divorce, il contracte un second mariage avec Moyra Butler (2 déc. 1920 - 26 mai 1959) le 3 août 1948 au chalet Moyra à Grindelwald en Suisse. De ce second mariage naquit un fils unique, Gérard.
- Werner van den Steen de Jehay (1854-1934)
  - Guy van den Steen de Jehay
    - Gérard van den Steen de Jehay (10 oct. 1949 - 15 avr. 1985). Épouse Patricia Delloye (° 20 mars 1952[7]) en 1974.
      - Moyra x1 Olivier della Faille de Leverghem, éc. (1965-2006)[8]; x2 Gilles baron Descantons de Montblanc, dont naitra une fille, Charlotte.
      - Ségolène x1 Geoffroy Moreels ; x2 Gaël Peltzer.
      - Géraldine (° 1980).